# 热沃泽
热沃泽（法語：Gévezé，法語發音：[ʒevze]）是法国伊勒-维莱讷省的一个市镇，位于该省中西部偏北，属于雷恩区和雷恩都会区，其市镇面积为27.54平方公里，2022年1月1日时人口数量为5987人。
热沃泽是雷恩都会区的组成部分，位于雷恩市区西北大约15公里，是雷恩的一个卫星城。

## 行政
热沃泽的邮政编码为35850，INSEE市镇编码为35120。当地居民被称为。

## 地理

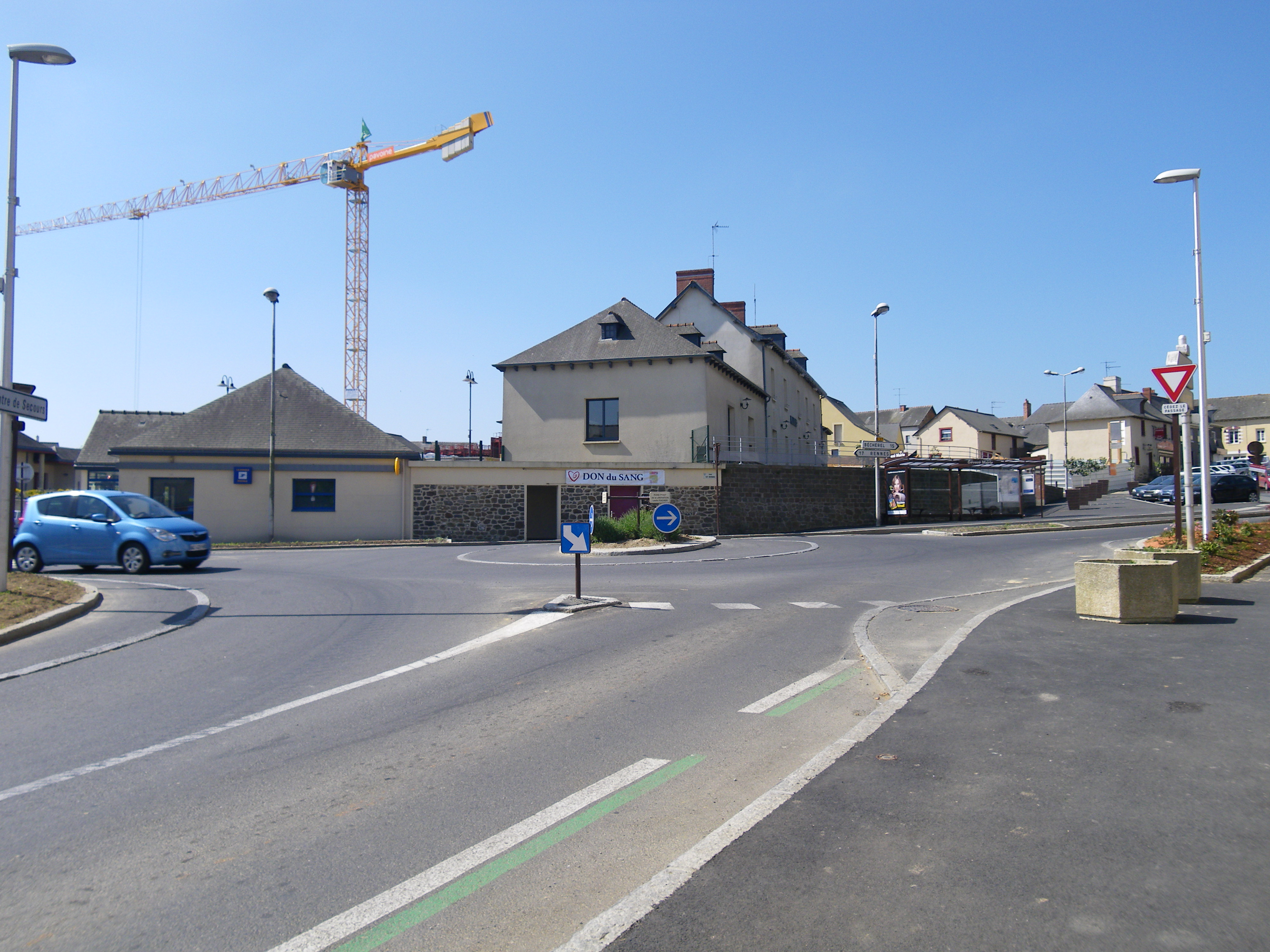
热沃泽街景

热沃泽（48°13'10"N, 1°47'22"W）位于法国西北部，布列塔尼大区东部和伊勒-维莱讷省中西部偏北，距离省会雷恩大约15公里。
与热沃泽接壤的市镇包括：维尼奥克、朗冈、朗古埃特、拉梅济耶尔、帕塞、布列塔尼地区帕尔特奈、罗米耶、圣吉勒。
热沃泽境内地势平坦，海拔在38至109米之间。
弗吕姆河（La Flume）自北向南流经境内，为维莱讷河的一条支流。
按照柯本气候分类法，热沃泽属于较为典型的温带海洋性气候，全年温差较小，降水分布均匀。

## 交通
伊勒-维莱讷省省道D27线、D28线和D287线在热沃泽境内交汇。雷恩公交68路和快速168线经过热沃泽境内并设有站点。

## 政治
现任热沃泽市长为让-克洛德·鲁奥先生（Jean-Claude Rouault），他是一名右翼无党派人士。

## 人口
| 年份   | 1936  | 1946  | 1954  | 1962  | 1968  | 1975  | 1982  | 1990  | 1999  | 2004  | 2009  | 2014  | 2018  |
| ------ | ----- | ----- | ----- | ----- | ----- | ----- | ----- | ----- | ----- | ----- | ----- | ----- | ----- |
| 人口數 | 1,521 | 1,451 | 1,439 | 1,343 | 1,327 | 1,650 | 1,983 | 2,434 | 2,759 | 3,190 | 3,945 | 5,139 | 5,411 |

## 历史遗产
热韦泽博韦城堡是法国国家文物保护单位